# Bettenhausen (Rhönblick)
Pour les articles homonymes, voir Bettenhausen.
Bettenhausen est un village appartenant à la municipalité de Rhönblick, située dans le district de Schmalkalden-Meiningen dans la région de la Rhön dans le land de Thuringe. 
Le village de Bettenhausen compte 820 habitants. La bourgade s'élève à 350 mètres d'altitude dans les contreforts du massif de la Rhön.
L'historien Johannes Voigt naquit dans ce village en 1786.
La ville est jumelée avec la ville de Meyssac en France.